# Scopula hesycha
Scopula hesycha är en fjärilsart som beskrevs av Louis Beethoven Prout 1919. Scopula hesycha ingår i släktet Scopula och familjen mätare. Inga underarter finns listade.